# Montastruc-la-Conseillère

Montastruc-la-Conseillère este o comună în departamentul Haute-Garonne din sudul Franței. În 2009 avea o populație de 3.090 de locuitori.

## Evoluția populației
| An        | 1975  | 1982  | 1990  | 1999  | 2006  | 2009  |
| --------- | ----- | ----- | ----- | ----- | ----- | ----- |
| Populație | 1.635 | 1.842 | 2.101 | 2.495 | 3.028 | 3.090 |